# 芒加
芒加（法語：Manga）是布基納法索中南部的城市，也是中南大區及宗德韦奥果省的首府，座標位置11°40′N 1°4′W / 11.667°N 1.067°W，位於首都瓦加杜古以南，是前往加納的高速公路中途站，2006年普查人口為32,033。
11°40′N 1°04′W / 11.667°N 1.067°W